# E grido e vivo e amo
E grido e vivo e amo è il settimo album di Drupi, pubblicato nel 1979.
I singoli che vengono estratti dall'album sono Buonanotte ed E grido e vivo e amo.

## Tracce
Lato A
1. La più bella – 4:00 (Luigi Albertelli-Silvio Negroni)
2. E grido e vivo e amo – 4:07 (Luigi Albertelli-Pino Cremante)
3. Io – 3:45 (Dorina Dato)
4. Mamma luna – 3:19 (Luigi Albertelli-Walter Foini)
5. Giovanna – 4:25 (Luigi Albertelli-Bruno Tavernese)

Lato B
1. Buonanotte – 3:08 (Luigi Albertelli-Salvatore Fabrizio)
2. Una come te – 4:19 (Dorina Dato-Silvio Negroni)
3. E la musica va – 4:21 (Luigi Albertelli-Walter Foini)
4. Marta – 3:30 (Luigi Albertelli-Bruno Tavernese)

## Formazione
- Drupi – voce
- Flaviano Cuffari – batteria, percussioni
- Julius Farmer – basso
- Claudio Bazzari – chitarra acustica, chitarra a 6 corde, chitarra elettrica, chitarra a 12 corde
- Sergio Migliorini – basso, cori
- Ezio De Paoli – batteria
- Paolino Rattà – pianoforte, cori, tastiera, sintetizzatore
- Giorgio Lo Bianco – chitarra acustica, chitarra a 6 corde, chitarra elettrica, chitarra a 12 corde
- Celso Valli – pianoforte, tastiera, sintetizzatore
- Dorina Dato, Rosalba Dato – cori